# ...poi ti sposerò
...poi ti sposerò (Un monsieur de compagnie) è un film del 1964 diretto da Philippe de Broca.
Il soggetto è tratto da un romanzo di André Couteaux dall'omonimo titolo francese.

## Trama
Antoine, giovane scapestrato che non ha voglia di lavorare, è stato allevato dal nonno nel culto del "dolce far niente" e del corteggiamento alle belle donne. I due vanno d'accordo e conducono una pigra e oziosa esistenza, finché un giorno il vecchio muore.
Rimasto solo, Antoine inizia a girovagare e stringe amicizia con un gelataio e con la sua fidanzata - che subito seduce - ma quando i due gli propongono un lavoro, egli fugge spaventato dall'idea. Ospitato da un giovane principe, vero e proprio maniaco di trenini elettrici, lo lascia esasperato, e vestito da capostazione finisce a bordo di un treno autentico che lo porta a Roma.

Jean-Pierre Cassel e Sandra Milo in una scena girata a Roma

Nella capitale italiana, dopo aver accettato di posare come modello in un atelier di moda, e diventato subito l'amante di una pizzaiola, con cui amoreggia approfittando del lavoro notturno di fornaio del marito, si fa passare per intimo d'un giovane defunto poiché attratto dalle sue avvenenti sorelle. Tuttavia, spacciatosi per studente modello e per questo motivo entrato nelle grazie del padre di queste, di fronte all'offerta di un lavoro nell'università, si fa cacciare, lasciando precipitosamente la città.
Imbarcatosi per l'Inghilterra, qui conquista la simpatia d'un ricchissimo collezionista che lo riconduce in Francia, e lo convince a scrivere un libro sull'ozio, dalle pagine tutte bianche. Tuttavia, stanco di vivere alle spalle dei ricchi, finisce per innamorarsi perdutamente d'una avvenente operaia, ritrovandosi inspiegabilmente con prole a lavorare nella fabbrica in cui la ragazza è impiegata. Per Antoine, un vero e proprio incubo. Ma tutte queste rocambolesche peripezie che egli ha vissuto non sono state altro che un sogno, dal quale si risveglia per lo shock dovuto al lavoro pesante.
Antoine, infatti, si ridesta felicemente accanto al nonno, mentre insieme stanno pescando in riva ad un lago. L'incubo del lavoro è scampato, e tutto torna alla normalità per il giovane, felice di continuare a bighellonare con l'adorato nonno.

## Critica
Il critico Paolo Mereghetti la definisce "una commedia spigliata e movimentata, ma senza nulla di memorabile".